# Pfarrhaus (Thalkirchdorf)

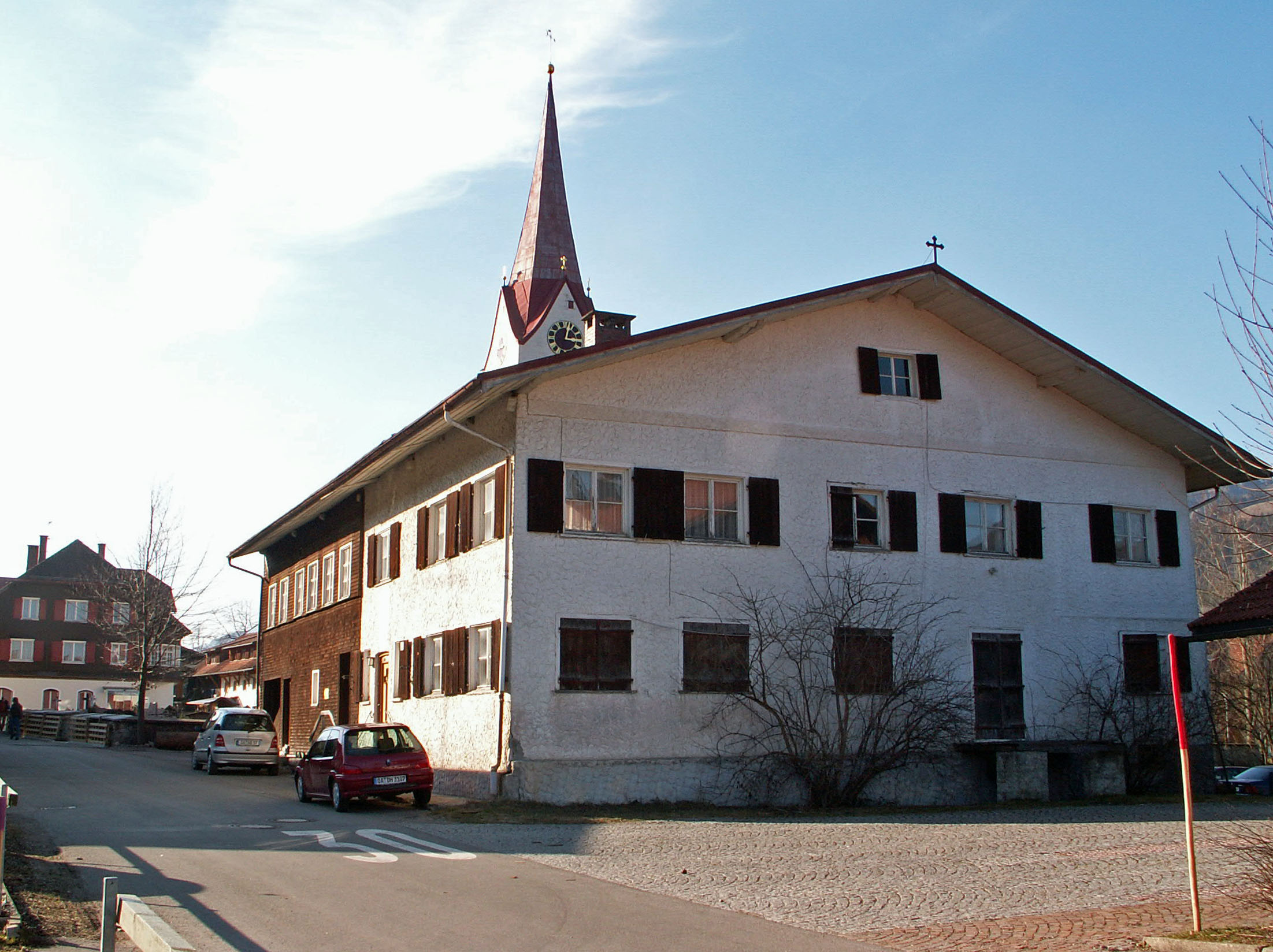
Ehemaliges Pfarrhaus in Thalkirchdorf

Das Pfarrhaus in Thalkirchdorf, einem Gemeindeteil von Oberstaufen im Landkreis Oberallgäu im bayerischen Regierungsbezirk Schwaben, wurde um 1727 errichtet. Das ehemalige Pfarrhaus mit der Adresse Am Pfarrhof 1 ist ein geschütztes Baudenkmal.
Der zweigeschossige, verputzte Blockbau mit flachem Satteldach und angebautem Wirtschaftsteil wurde 1727 erbaut und 1883 erneuert.